# Ptyodactylus oudrii
Ptyodactylus oudrii (віялопалий гекон Удрі) — вид геконоподібних ящірок родини Phyllodactylidae. Мешкає в регіоні Магрибу. Вид названий на честь французького генерала Еміля Удрі.

## Поширення і екологія
Віялопалі гекони Удрі мешкають в Марокко і Алжирі, в горах Антиатласу і Сахарського Атласу та в пустельних районах на південь від гір. Вони живуть на стрімких гірських схилах, серед валунів і скель в напівпустелі. Зустрічаються на висоті до 2600 м над рівнем моря. Відкладають яйця 6 разів на рік, в кладці 1-2 яйця.